# Cen Shen
Pour les articles homonymes, voir Cen et Shen.
Cen Shen ou Cen Can (chinois simplifié : 岑参 ; chinois traditionnel : 岑參 ; pinyin : Cén Shēn ; Wade : Ts'en Shen), né en 715 dans le Xian de Xinye, district de la province du Henan, et mort en 770 à Chengdu, est un poète chinois de la Dynastie Tang.